# ماصات
الماصات (الاسم العلمي: Myzozoa) هي شعيبة من الأسناخ الصبغية تتبع شعبة الناقصات.

## التصنيف
- البوائغ
  - أكريات الشكل
    - الدمويات
      - البوغيات الدموية وأشباهها
- الدوارات الحيوانية
  - السوطيات الدوارة
    - الطحالب الدوارة
      - الطحالب الدوارة العارية
        - المتقوصريات